# Isaac Howard
Isaac Howard (né le 30 mars 2004 à Hudson dans l'État du Wisconsin aux États-Unis) est un joueur américain de hockey sur glace. Il évolue à la position d'attaquant.

## Biographie

### Carrière junior
Lors de la saison 2013-2014, Lucius participe au Tournoi Brick Invitationnal avec le Team Minnesota. Il se classe à la 4e place de la Division 1.
De 2018 à 2020, il évolue dans le système de formation du Minnesota et il intègre le Programme de Dévelopement National lors de la saison 2020-2021.
En prévision du repêchage de 2022, la centrale de recrutement de la LNH le classe au 9e rang des espoirs nord-américains chez les patineurs. Il est sélectionné au 31e rang par le Lightning de Tampa Bay.

### En équipe nationale
Howard représente les États-Unis. Il participe aux Jeux olympiques de la jeunesse en 2020. Il remporte la médaille d'argent, s'inclinant 4-0 contre la Russie.
Il participe au Championnat du monde moins de 18 ans en 2021, terminant à la 5e place et en 2022 et remporte la médaille d'argent avec la formation américaine, s'inclinant 6-4 en finale face à la Suède.

## Statistiques

### En club
| Saison    | Équipe                         | Ligue     |    | Saison régulière | Saison régulière | Saison régulière | Saison régulière | Saison régulière |   | Séries éliminatoires | Séries éliminatoires | Séries éliminatoires | Séries éliminatoires | Séries éliminatoires |
| Saison    | Équipe                         | Ligue     | PJ | B                | A                | Pts              | Pun              | PJ               | B | A                    | Pts                  | Pun                  |                      |                      |
| 2013-2014 | Team Minnesota                 | BIT       | 6  | 2                | 1                | 3                | 4                | -                | - | -                    | -                    | -                    |                      |                      |
| 2018-2019 | Kings du Minnesota 15U AAA     | MNBEL U14 | 14 | 17               | 14               | 31               | -                | -                | - | -                    | -                    | -                    |                      |                      |
| 2018-2019 | Shattuck-Saint Mary's 14U AAA  | 14U AAA   | 53 | 49               | 29               | 78               | 6                | -                | - | -                    | -                    | -                    |                      |                      |
| 2018-2019 | Blades du MinnesotaSelects U15 | WSI U15   | 8  | 9                | 4                | 13               | 2                | -                | - | -                    | -                    | -                    |                      |                      |
| 2019-2020 | Shattuck-Saint Mary's 16U AAA  | 16U AAA   | 38 | 31               | 33               | 64               | 6                | -                | - | -                    | -                    | -                    |                      |                      |
| 2019-2020 | Team Royal                     | USA-S15   | 4  | 2                | 4                | 6                | 0                | -                | - | -                    | -                    | -                    |                      |                      |
| 2020-2021 | USNTDP Juniors                 | USHL      | 28 | 16               | 17               | 33               | 4                | -                | - | -                    | -                    | -                    |                      |                      |
| 2020-2021 | USNTDP U17                     | USDP      | 28 | 16               | 17               | 33               | 4                | -                | - | -                    | -                    | -                    |                      |                      |
| 2020-2021 | USNTDP U18                     | USDP      | 17 | 5                | 14               | 19               | 0                | -                | - | -                    | -                    | -                    |                      |                      |
| 2021-2022 | USNTDP U18                     | USDP      | 60 | 33               | 49               | 82               | 42               | -                | - | -                    | -                    | -                    |                      |                      |
| 2021-2022 | USNTDP Juniors                 | USHL      | 27 | 11               | 26               | 37               | 32               | -                | - | -                    | -                    | -                    |                      |                      |

### En équipe nationale
| Année | Équipe         | Compétition                          |   | PJ | B | A  | Pts | Pun               |  | Résultat |
| 2020  | États-Unis U16 | Jeux olympiques de la jeunesse       | 4 | 7  | 0 | 7  | 4   | Médaille d'argent |  |          |
| 2021  | États-Unis U18 | Championnat du monde moins de 18 ans | 5 | 1  | 3 | 4  | 0   | 5e place          |  |          |
| 2022  | États-Unis U18 | Championnat du monde moins de 18 ans | 6 | 6  | 5 | 11 | 2   | Médaille d'argent |  |          |